# Mijoux
Mijoux är en kommun i departementet Ain i regionen Auvergne-Rhône-Alpes i östra Frankrike. Kommunen ligger  i kantonen Gex som ligger i arrondissementet Gex. Kommunens areal är 22 km². År 2022 hade Mijoux 297 invånare.

## Befolkningsutveckling
Antalet invånare i kommunen Mijoux
Referens: INSEE